# Canton de Cormeilles-en-Parisis
Le canton de Cormeilles-en-Parisis est une ancienne division administrative française, située dans le département du Val-d'Oise et la région Île-de-France.

## Composition
Le canton de Cormeilles-en-Parisis comprenait deux communes jusqu'en mars 2015 :
| Nom                               | Code Insee | Intercommunalité | Superficie (km2) | Population (dernière pop. légale) | Densité (hab./km2) |
| --------------------------------- | ---------- | ---------------- | ---------------- | --------------------------------- | ------------------ |
| Cormeilles-en-Parisis (chef-lieu) | 95176      | CA Val Parisis   | 8,48             | 23 818 (2014)                     | 2 809              |
| Montigny-lès-Cormeilles           | 95424      | CA Val Parisis   | 4,07             | 21 116 (2014)                     | 5 188              |

## Histoire
Canton créé par le décret du 28 janvier 1964. Auparavant, il faisait partie de l'ancien canton d'Argenteuil.
Il disparait en 2015.

## Représentation
| Période               | Identité          | Parti        | Qualité |
| --------------------- | ----------------- | ------------ | --- |
| 1964-1982             | Claude Weber      | PCF          | Professeur de collège d'enseignement secondaire Conseiller municipal de Cormeilles-en-Parisis Député (1973-1978) |
| 1982-1988             | Michel Buttard    | RPR puis CNI | Directeur commercial                                                                                             |
| 1988-1998 (démission) | Robert Hue        | PCF          | Infirmier Maire de Montigny-lès-Cormeilles (1977-2009) Député (1997-2002)                                        |
| 1998-2008             | Christophe Durand | UDF puis UMP | Agent immobilier à Cormeilles-en-Parisis                                                                         |
| 2008-2015             | Anita Bernier     | PS           | Conseillère municipale de Cormeilles-en-Parisis depuis 2008                                                      |

## Démographie
| 1968   | 1975   | 1982   | 1990   | 1999   | 2006   | 2011   | 2012   |
| ------ | ------ | ------ | ------ | ------ | ------ | ------ | ------ |
| 20 851 | 22 351 | 28 128 | 34 429 | 36 826 | 40 438 | 42 939 | 43 387 |